# Yvette Chauviré
Yvette Adrienne Chauviré (Parigi, 22 aprile 1917 – Parigi, 19 ottobre 2016) è stata una ballerina e attrice francese, la cui carriera come danzatrice si è svolta dal 1937 fino al 1972.
Ha festeggiato il suo 90º compleanno nel 2007. Era l'étoile del Balletto dell'Opéra di Parigi, e più tardi la sua direttrice. È anche detentrice della Legion d'onore. Viene spesso descritta come la più grande ballerina della Francia, è l'unica ballerina francese ad essere nominata prima ballerina assoluta. È stata l'allenatrice delle ballerine Sylvie Guillem e Marie-Claude Pietragalla.
La Chauviré ha ballato spesso con Rudol'f Nureev, soprattutto quando lui disertò dall'Unione Sovietica a Parigi. Egli la descrisse come una "leggenda". 
Partecipò al funerale di Nureev con la ballerina ed attrice franco-americana Leslie Caron.

### Onorificenze francesi

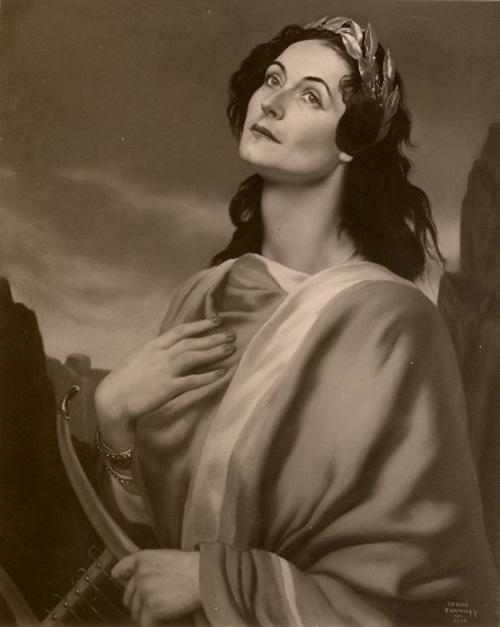
Ritratto di Yvette Chauviré di Serge Ivanoff, Parigi, 1944